# Andrés Martínez Trueba
Pour les articles homonymes, voir Andrés Martinez (homonymie) et Martínez.
Andrés Martínez Trueba, né en 1884 à Montevideo et mort en 1959, est un scientifique et homme politique uruguayen.
Il est le président de l’Uruguay du 1er mars 1951 au 1er mars 1955 (Conseil national du gouvernement).

## Biographie
Membre du Parti Colorado, il est sénateur et député dans les années 1920 et maire de Montevideo.